# Manitu

Das Wort manito in Cree-Silbenschrift (sowohl auf Cree als auch auf Ojibwe)

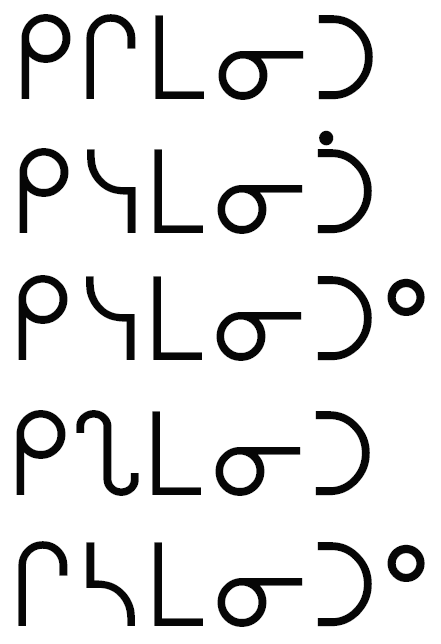
Kitchi-Manitu in Cree-Silbenschrift: Kicemanito (Neues Testament auf Cree 1876), Kisemanitô (Bibel auf Cree 1862), Kisemanitow (Neues Testament auf Cree 1908), Kishemanito (Neues Testament auf Ojibwe 1988), Chisamanitu (Neues Testament auf Naskapi 2007)

Manitu, Manito, Manitou oder Manit ist in den Algonkin-Sprachen Nordamerikas ein zentraler Begriff aus der traditionellen Religion der algonkinsprachigen Indianer. Sinngemäß bedeutet Manitu das Allumfassende Geheimnis bzw. die Große Kraft, die in allen Wesen, Dingen, Tätigkeiten und Erscheinungen enthalten ist. Wenn eine Wolke oder ein Gebrauchsgegenstand als Manitu bezeichnet wird, so deshalb, weil der Geist (vorübergehend) diese Form angenommen hat oder in ihr wohnt (siehe auch: Animismus). Viele Aufzeichnungen belegen, dass diese Vorstellung immer dann assoziiert wurde, wenn alltägliche Dinge über herausragende oder ungewöhnliche Eigenschaften verfügten. Bei vielen Gruppen wurde der Begriff sowohl im Singular – für die „eine, höchste Macht“ – als auch im Plural – für die übernatürlichen, persönlich gedachten „Eigner“ von Wesen oder Gegenständen – verwendet.
Die übergeordnete „Summe aller Kräfte“ wird als Kitchi Manitu bezeichnet. Dies wird zumeist als eine pantheistisch den gesamten Kosmos durchdringende – nicht persönliche, „körperlich wahrnehmbare“ – Hochgottheit oder „Weltseele“ vorgestellt.
Ursprünglich bezeichnet (Kitchi) Manitu also weder eine „bewusstlose“ naturgesetzliche Macht noch einen persönlich gedachten, anthropomorphen Gott. Die schnelle Adaption des christlichen Gottes macht es jedoch wahrscheinlich, dass das Manitu-Konzept durchaus ursprünglich auch als „höchstes Wesen“ angesehen wurde. Bei den nördlichen Algonkin gab es etwa den Ausdruck „Herr des Lebens“. Der deutsche Ethnologe Werner Müller geht davon aus, dass Manitu vormals sowohl höchstes Wesen als auch Summe alles Übernatürlichen gewesen sei. Im heutigen Panindianismus wird der Begriff häufig mit „Großer Geist“ übersetzt und synonym mit ähnlichen Konzepten anderer Stämme als Schöpfergott im Sinne des christlichen Gottes mit „indianischer Prägung“ verwendet.
Missionare – insbesondere bei den Cree und Anishinabe – setzten Kitchi Manitu jedoch in der Regel mit der christlichen Gottesvorstellung gleich, belegten so den Begriff neu und verbreiteten diese vom ursprünglichen Konzept abweichende Vorstellung auch im englisch- und französischsprachigen Raum. Die Unterscheidung der Begriffe Kitchi Manitu (Großer Manitu), Mino Manitu (Guter Manitu, der christliche Gott) und Matchi Manitu (Böser Manitu, der Teufel) bezeugt jedoch, dass die Gottesvorstellungen der Algonkin und der Christen früher unterschiedlich waren.
Die zum Teil voneinander abweichenden Beschreibungen in ethnographischen Texten beruhen auf Fehlinterpretationen (vor allem bei Missionaren) und Übersetzungsfehlern, aber auch auf durchaus unterschiedlichen Vorstellungen bei den weit verstreuten Algonkin-Stämmen.

## Wortstamm in den Algonkin-Sprachen
Es heißt auf Massachusett manit, Narragansett manìt, Pequot-Mohegan manto, Mi’kmaq mntu (heute negativ besetzt, s. u.), Cree manito oder manitow und Ojibwe manidoo, jeweils mit der Bedeutung „Gott“ oder auch „Geist“. In der Unami-Sprache der Lenni Lenape heißen die zahlreichen nicht-menschlichen Geister manëtu (ältere Schreibweise Manétto; Mehrzahl manëtuwak) und auf Shawnee manito. Auf Cheyenne heißt „Gott“ oder „All-Vater“ dagegen Maheo und „Geist“ màtasooma.
Im Sinne von „Großer Geist“, „Großer Gott“ (Cree kihci-manito, Ojibwe gichi-manidoo) wird das Wort mit gichi (Ojibwe) bzw. kisci oder kihci (Cree) „groß“ kombiniert. Semantisch entsprechende Bildungen auf Cheyenne sind Maxemaheo und Maxemàtasooma. In der Unami-Sprache der Lenape ist der Name des „Großen Geistes“ aus drei Wörtern kontrahiert zu Kètanëtuwit, aus ket- „groß“, manëtu „Geist“ und -wi-t „seiend“.
Die Shawnee kennen dagegen keinen entsprechenden „großen Geist“, sondern verehren „Unsere Großmutter“ Kohkumthena oder Kuhkoomtheyna, eine weibliche Schöpfergottheit, die durch die Geister (manitowak, Einzahl manito) mit den Menschen kommuniziert. Es gibt aber einen „guten Geist“ Wishemenetoo.

### Ortsnamen
Der Name der kanadischen Provinz Manitoba und der gleichnamige See haben ihren Ursprung im Namen Manitoowapaaw („Straße des Manitu“, „Kanal des Manitu“) in der Sprache der Cree. Der Name der Insel Manitoulin geht auf den Ojibwe-Namen Manitoowaalink („im Schlupfwinkel des Manitu“) zurück, wobei die Insel heute auf Ojibwe Manidoo-minis oder Manidoo-minising („Insel der Geister“, „Insel des Manitu“) heißt.

## Entsprechung bei den Dakota
Bei den Dakota und Lakota, deren Sioux-Sprachen nicht mit dem Algonkin verwandt sind, gibt es ähnliche Vorstellungen von einem Großen Geist, der in der Dakota- und der Lakota-Sprache Wakan Tanka heißt. Zu beachten ist die beim Lakota gegenüber dem Algonkin umgekehrte Reihenfolge von Substantiv und Adjektiv: wakan heißt „Geist“ oder „geheimnisvoll“ und tanka „groß“.

## Entsprechung bei den Irokesen
Die Irokesen und Huronen bezeichnen eine ähnliche mythische Wirkmacht in allen Lebewesen und Dingen als Orenda.

## Manitu bei den Algonkin
Sie erachten Manitu weder als positiv noch als negativ. Manitus können in Träumen erscheinen und speziellen Schutz, spezielle Kräfte oder Fähigkeiten verleihen. Kranke Algonkin-Indianer baten Manitu um Hilfe. Laut Paul Radin und I. Hallowell handelt es sich um eine immer personenbezogene Kraft, die belebten oder unbelebten Wesen durch Personen (die sowohl menschlich als auch nicht menschlich sein können) auferlegt wurde. Dabei kann es sich um die Person oder einen Teil der Person selbst handeln, die eine andere Gestalt angenommen hat, oder einen Teil der Kraft dieser Person. Ähnlich dem Hinduismus verstand sich Manitu nicht als „Obergott“, sondern war die Flora und Fauna selbst, während ein Krieger seinen eigenen Manitu-Schutzgeist erhielt und auch andere Naturgewalten verehren durfte.

## Gichi-Manidoo / Kitchi-Manitu und die christliche Gottesvorstellung

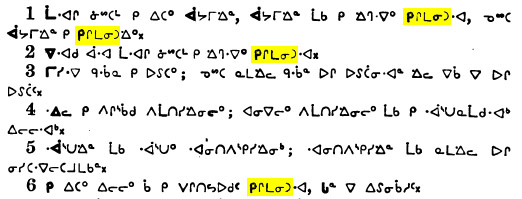
In den Bibelübersetzungen ist der Name Gottes auf Cree Kice-Manito: Hier der Beginn des Johannesevangeliums (Joh 1,1-6 EU), Gott (Kice-Manito) ist gelb hervorgehoben.

Gichi-Manidoo bzw. Kitchi-Manitu bezeichnet bei den Cree, Ojibwe, Algonkin (im engeren Sinne), Odawa, Potawatomi, Naskapi und Innu (Montagnais) das höchste spirituelle Wesen, das über sämtlichen übrigen Geistwesen stand. Dies wurde bereits im 17. Jahrhundert von christlichen Missionaren benutzt, um die Vorstellung ihres Gottes zu erklären und weiter zu verbreiten. Mit dieser Erklärung konnten sie bei vielen Stämmen Erfolge verzeichnen. In den Bibelübersetzungen und Katechismen – seien sie nun katholisch oder von einer der zahlreichen protestantischen Kirchen – ist Kicemanito (Neues Testament 1876), Kisemanitô (Bibel 1862), Kisemanitow (Neues Testament 1904) auf Cree und Kishemanito (Neues Testament 1856 und Neues Testament 1988), Kesha-Muhnedoo (Neues Testament 1854) oder Gesha-Muhnedoo (Neues Testament 1937) auf Ojibwe, Kije Manido (Neues Testament 1998) auf Algonkin, Kshe'mune'to (Matthäusevangelium 1844) auf Potawatomi, tshishe Manitu (katholischer Katechismus 1767) auf Innu (Montagnais) und Chisamanitu (Neues Testament 2007) auf Naskapi die Bezeichnung für Gott.
1663 hatte John Eliot in seiner Bibel in der Massachusett-Sprache noch fast durchgehend das englische Wort God und nur ausnahmsweise das Algonkin-Wort Manit verwendet, so etwa zweimal im ersten Vers des Johannesevangeliums, im zweiten Vers jedoch wieder God. Johannes Campanius verwendete dagegen in seiner Übersetzung des Kleinen Katechismus von Martin Luther in die von ihm so genannte „amerikanisch-virginische Sprache“ in Neuschweden (erschienen posthum 1696), bei der es sich um Delaware-Pidgin handelte, konsequent den Gottesnamen Manétto. Der Herrnhuter Missionar David Zeisberger nennt Gott auf Delawarisch wiederum in seiner 1806 fertiggestellten, aber erst 1821 posthum erschienenen Lenape/Munsee-Übersetzung der „Geschichte Jesu Christi“ – einer Zusammenfassung aller vier Evangelien von Samuel Lieberkühn – Getanittowit („Großer Geist“, moderne Schreibung Kètanëtuwit – die etymologische und semantische Entsprechung von Kitchi-Manitu –, in einer Neubearbeitung des Werks durch den baptistischen Pastor I. D. Blanchard von 1839 Kejrlumwrt). Daneben wird Gott von den Herrnhutern auf Delawarisch auch Patamawos (von pataman „[an]beten“) genannt, so in Abraham Luckenbachs Auszügen aus dem Alten Testament. Auch in den spärlichen Texten der Mohegan wird Manto als christlicher Gottesname verwendet – so in den Tagebüchern der letzten Pequot-Mohegan-Muttersprachlerin Fidelia Fielding Ende des 19. Jahrhunderts –, während Gladys Tantaquidgeon Káwtántowit (vgl. Getanittowit) als Schöpfer und Manto als „unseren Besitzer“ nennt.
Bei den Übersetzungen des Neuen Testaments (und Teilen des Alten Testaments) in andere Algonkin-Sprachen – komplette Bibelübersetzungen gibt es dort (noch) nicht – hat es keine Verwendung des Begriffs Manitu gegeben, jedoch sind andere Algonkin-Begriffe auf das christliche Gotteskonzept übertragen worden, so auf Shawnee Tapalamalikwa, auf Muhheconnuk (Muh-he-con-neok = Mahican, Stockbridge, nicht Mohegan) Pohtomnowwaus („zu dem/der wir beten“, entsprechend dem delawarischen Patamawos), auf Mi’kmaq Nikscąm, Nĭkskam bzw. Niskam (traditionell „Geist“, vgl. Kji-Niskam „Großer Geist“) und dementsprechend auf Malecite-Passamaquoddy (Maliseet) Nukskam, auf Abenaki Kchi Niwaskw oder ktchi-Niwaskw („Großer Geist“), auf Cheyenne Maheo bzw. Ma'heo'o (All-Vater), auf Arapaho Hejavaneauthau und auf Blackfoot Ap'isto-tok-iu-a.

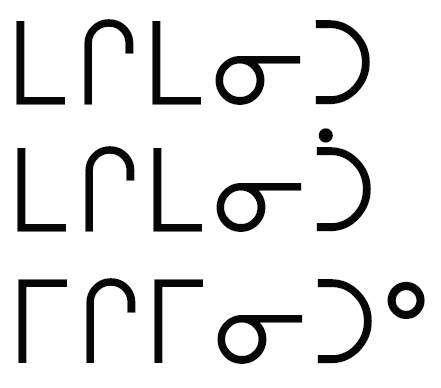
Matchi-Manitu (Teufel) in Cree-Silbenschrift: Macemanito (Neues Testament auf Cree 1876), Macemanitô (Bibel auf Cree 1862), Michiminitu (Neues Testament auf Naskapi 2007)

### Mntu als Teufel bei den Mi’kmaq
Bei den Mi’kmaq übertrugen katholische Missionare die Bedeutung des Algonkin-Wortes für „Geist“ mntu (Wortgleichung von Manitu) auf den Teufel, und in diesem Sinne findet man es in der Form mundo auch in einer Übersetzung des Johannesevangeliums von 1854 durch die protestantische Micmac Missionary Society und als mǔndoo in Silas Rands Übersetzung des Matthäusevangeliums 1871. Dies wird als ein erhebliches Hindernis für eine Wiederbelebung der Mi’kmaq-Kultur gesehen, da Gläubige, darunter Stammesälteste, fürchten, durch Anbetung des Teufels mntu in die Hölle zu kommen und deshalb eine Rückbesinnung auf alte Werte der Indigenen ablehnen.

### Maji-Manidoo / Maci-Manito
Der Ausdruck „Böser Geist“, auf Cree macimanito und Ojibwe maji-manidoo, eine Kombination des Wortes manito mit maci bzw. maji „böse“, bezeichnet in vielen Bibelübersetzungen den Teufel. So heißt der Teufel Macemanito (Neues Testament 1876) oder Macemanitô (Bibel 1862) auf Cree, Mvjimanito (Neues Testament 1856) auf Ojibwe und Michiminitu (Neues Testament 2007) auf Naskapi, außerdem Miceminato auf Shawnee sowie in den kontrahierten Formen Mattannit auf Massachusett (Bibel 1663) und Machtando auf Lenape/Munsee („Geschichte Jesu“ 1821, moderne Schreibung auf Unami mahtan'tu, kontrahiert aus machti-manitto).

## Adaptation in der englisch- und deutschsprachigen Literatur
Jesse Edgar Middleton verwendete den Ausdruck Gitchi Manitou für Gott 1926 in seiner englischen Version des kanadischen Weihnachtslieds Jesous Ahatonhia (Jesus, he is born), das bereits im 17. Jahrhundert von dem Jesuitenmissionar Jean de Brébeuf in der huronischen Sprache der Wyandot verfasst wurde. Im huronischen Original tritt das Wort allerdings nicht auf, denn das Wyandot gehört nicht zu den Algonkin-Sprachen, sondern zu den Irokesischen Sprachen. Der englische Text weicht inhaltlich und in seinen Bildern von der Weihnachtsgeschichte, der huronischen Vorlage und den religiösen Vorstellungen der Wyandot ab.
Im populären Indianerbild im deutschen Sprachraum wird, insbesondere aufgrund des vielfältigen Gebrauchs in den Romanen Karl Mays, unter „Manitu“ oft fälschlich eine zentrale Gottheit der Indianer Nordamerikas angenommen; tatsächlich waren viele Zuschreibungen Mays dem christlichen Gott entlehnt. Die Mescalero-Apachen, deren fiktiver Häuptling Winnetou der Hauptheld ist, stehen bei Karl May im Fokus. Tatsächlich gibt es aber in der Religion der Apachen keinen dem Gichi-Manidoo bzw. Manito der Algonkin entsprechenden „Großen Geist“. Hauptgottheit ist vielmehr der „Schöpfer aller Dinge“ und „Lebensgeber“ bzw. genauer – da weder männlich noch weiblich – das „alles Erschaffende, Leben Gebende“, Ussen, Usen, Yus'n oder Ysun, bei den Mescalero Yusn, der im Gegensatz zu darunter stehenden Gottheiten wie den Berggeistern Ga'n, Gan oder Gah'e kaum angebetet wurde. Das Thema wird auch in einem Bericht über die heutigen Mescalero-Apachen in der „ZEIT“ aufgegriffen, wo der interviewte Medizinmann sagt (allerdings von der Benennung her abweichend): „Manitou? Unser Schöpfer heißt Bik’egu’in Dán. In eurer Sprache: Der uns Leben schenkt.“ Bik’ehgo’ihi’nań ist auch der Name für Gott, der in der West-Apache-Übersetzung des Neuen Testaments verwendet wird.